# 前川秀和
前川 秀和（まえかわ ひでかず、1955年3月6日 - ）は、日本の建設・国土交通技官。工学博士。瑞宝中綬章受章。

## 経歴
石川県出身。1977年に東京大学工学部土木工学科を卒業した後に、同年に建設省に入省。北陸地方整備局長、道路局長などを歴任し、2013年8月をもって退官。本州四国連絡高速道路顧問、建設コンサルタンツ協会副会長を経て、2018年6月に西日本高速道路取締役常務執行役員に就任した。代表取締役副社長執行役員を経て、2020年6月に代表取締役社長に昇格した。
2015年から金沢工業大学客員教授も務めている。2025年春の叙勲で瑞宝中綬章を受章。